# Радіоактивна людина (Marvel Comics)
Радіоактивна людина (англ. Radioactive Man) — імена двох вигаданих персонажів з коміксів американського видавництва Marvel Comics. Основною силою є управління радіацією. Першою Радіоактивною людиною був китаєць Чень Лу, другою — росіянин Ігор Станчек.

## Історія публікацій

### Чень Лу
Вперше Радіоактивна людина з'явилася на сторінках коміксів Marvel у Journey into Mystery #93 у червні 1963 року. Авторами персонажа були сценарист Стен Лі та художник Джек Кірбі. 

### Ігор Станчек
Джон Роміта-молодший і Реджіналд Халдінґ створили російську версію Радіоактивної людини, яка дебютувала у Black Panther Vol 4 #3. Пізніше герой з'являвся у випусках #4-6. 

## Вигадана біографія

### Чень Лу
Чень Лу був ядерним фізиком та комуністичним агентом влади Китаю. Йому дали завдання знайти спосіб перемогти Тора, тому що він перешкоджав вторгненню китайського війська на територію Індії. Чень час від часу пропускав крізь себе невеликі дози радіаційного випромінювання, поки не мутував, ставши Радіоактивною людиною. 
Прямуючи до Нью-Йорка, Чень бореться з Тором, який вперше зазнає поразки, коли Чень гіпнотизує його. Та все-таки Тор повертається до тями й утворює вихор, яким відправляє Радіоактивну людину назад у Китай.
Радіоактивна людина стає ворогом Месників, коли Барон Земо вербує його в команду "Майстри Зла", прагнучи знищити Месників. Він зазнає поразки від Гіганта і Залізної людини, коли вони ув'язують його у свинцеві кайдани. Лу депортують у Китай. Через кілька років, він приєднується до другого складу Майстрів Зла, яких зібрав Альтрон. Чень і його товариші по команді знову з'являються під час хелловінського параду, але їх зупиняє жіноча супергеройська команда Леді-визволителі.
Чень тікає до комуністичного В'єтнаму, де об'єднується з радянськими лиходіями Багряним Динамо і Титанічною людиною в команду "Титанічна Трійка". Вони стають борцями зі злочинністю у В'єтнамі. Після зустрічі з Залізною людиною  Трійка розпадається і її учасники йдуть своїми шляхами. Далі Чень знову стає членом Майстрів Зла, на цей раз на чолі з Яйцеголовим. Його перемагає Людина-мураха.
Радіоактивна людина пішла на службу до Мандарина, який послав його протистояти Залізній людині (на той час ним був Джеймс Роудс). Також Обадайя Стейн взяв його на роботу ученим в Stark Industries. 
Далі Чень приєднався до Громовержців, коли вони обороняли Китай від терористів з Атлантиди. Під час подій Громадянської війни, він підтримує Акт про реєстрацію супергероїв і допомагає Генку Піму та Ріду Річардсу побудувати в'язницю для утримування противників прийняття акту. Також він допомагав їх затримувати. Після Громадянської війни, Громовержці були реформовані як частина Ініціативи 50 штатів. Вони стали супергеройською командою, закріпленою за штатом Колорадо. Тоді Чень Лу починає носити спеціальний костюм, який приховує його азійські риси обличчя для кращого сприйняття серед народу США. Крім того, костюм покращував його сили та мав ручні бластери. Норман Озборн вирішує нейтралізувати тих, хто може зашкодити його планам збільшення влади, саме тому Ченя депортують додому.
У рідній країні Радіоактивна людина стає учасником Народних сил оборони Китаю — групи суперлюдей, створеної задля оборони країни. Він витримав поглинання енергії кристалів Ксерогену. Врешті-решт, Народні сили оборони зазнали поразки через вторгнення Невисловленого — поваленого короля нелюдей.
В рамках сюжетної арки Heroic Age з'являється персонаж Warhead, який стверджує, що він є сином Ченя Лу.

### Ігор Станчек
Росіянин Ігор Станчек, разом з Батроком, Носорогом і в'єтнамським Чорним Лицарем у складі команди Улісса Кло, прагнули знищити Великий Курган — найбільше родовище металу вібранію, розташоване в центрі африканської країни Ваканда. У підсумку, Ігор гине від рук Шурі, яка була озброєна Ебонітовим Мечем.

## Сили та здібності
Чень Лу та Ігор Станчек мають практично однакові суперсили.
Завдяки своїй мутації й своїм знанням, Радіоактивна людина може легко керувати радіацією. Цей герой витримує поглинання великої кількості радіації, може викликати нудоту, запаморочення у свого ворога. Радіоактивним випромінюванням може виводити з ладу електроприлади. Як Чень, так і Ігор спроможні утворювати навколо свого тіла потужне силове поле. Воно достатньо міцне, щоб витримати багаторазові удари молота Тора. Персонаж здатен направити радіаційне випромінювання всередину свого тіла, тим самим збільшуючи свою силу. На піку своїх можливостей, він може підіймати вагу до двох тонн. Шкіра Радіоактивної людини світиться яскраво зеленим кольором.

## Поза коміксами

### Мультсеріали
- Радіоактивна людина (Чень Лу) з'явився в історіях про Капітана Америку анімаційного шоу «Супергерої Marvel» 1967 року. Є членом Майстрів Зла, утворених Бароном Земо. Озвучений Ґіллі Фенвіком.
- Ігор Станчек з'являється у мультсеріалі «Чорна Пантера», озвучений Ріком Д. Вассерманом. Як і в коміксах, був убитий Шурі.
- Чень Лу спочатку показаний як в'язень Кубу в мультсеріалі «Месники: Могутні герої Землі» (епізод Халк проти всіх). Пізніше з'являється в епізодах Ловець Давніх Зим та Штурм 42, в якому найімовірніше і загинув. Персонаж не має ніякого озвучення.
- Ігор Станчек, озвучений Роджером Крейґом Смітом, з'являється у мультсеріалі «Месники: Загальний Збір» як учасник російської супергеройської команди Зимова Варта. Його викрадає Гідра та поміщає в спеціальну капсулу, щоб використовувати як джерело енергії. В епізод Таємні Месники Багряне Динамо отримує ключ від цієї капсули і, разом з Соколом, рятують Ігоря з полону.

### Відеоігри
- Джеймс Сі озвучив Ченя Лу у відеогрі Marvel Ultimate Alliance, де персонаж виступає міні-босом. Тут Радіоактивна людина є членом Майстрів Зла, сформованих Доктором Думом, також бере участь у штурмі гелікеріера Щ.И.Т.
- Чень Лу в ролі боса з'являється у Marvel Ultimate Alliance 2 (тільки версії на PSP, PS2 та Wii). Озвучений Доном Люсом.
- Китайська Радіоактивна людина є іграбельним персонажем у грі Lego Marvel's Avengers.
- Чень з'являється в Marvel Avengers Alliance 2.